# Бугарска на Светском првенству у атлетици на отвореном 2013.
Бугарска је на Светском првенству у атлетици на отвореном 2013. одржаном у Москви од 10. до 18. августа, учествовала четрнаести пут, односно учествовала је на свим светским првенствима одржаним до данас. Према пријави репрезентацију Бугарске представљало је 10 атлетичара (5 мушкараца и 5 жена), који су се такмичили у 11 атлетских дисциплина (5 мушких и 6 женских).,
Скакач увис Виктор Нинов одустао је од такмичења и није га било у стартној листи тако да је Бугарска учествовала са 9 такмичара (4 мушкарца и 5 жена).
На овом првенству Бугарска није освојила ниједну медаљу. Постигнут је један национални рекорд.
На табели успешности (према броју и пласману такмичара који су учествовали у финалним такмичењима (првих 8 такмичара)), Бугарска је делила 57. место са 1 бодом. По овом основу бодове су освајали представници 60 земаља, од 206 земаља учесница.
| Плас. | Земља    | 1. место | 2. место | 3. место | 4. место | 5. место | 6. место | 7. место | 8. место | Бр. финал. | Бод. |
| ----- | -------- | -------- | -------- | -------- | -------- | -------- | -------- | -------- | -------- | ---------- | ---- |
| =57.  | Бугарска | 0        | 0        | 0        | 0        | 0        | 0        | 0        | 1        | 1          | 1    |

## Учесници
| Мушкарци: - Денис Димитров — 100 м - Митко Ценов — 3.000 м препреке - Златозар Атанасов — Троскок - Георги Иванов — Бацање кугле | Жене: - Ивет Лалова — 100 м и 200 м - Вања Стамболова — 400 м препоне - Силвија Данекова — 3.000 м препреке - Мирела Демирева — Скок увис - Радослава Мавродијева — Бацање кугле |  |

## Резултати

### Мушкарци
| Атлетичар         | Дисциплина       | Лични рекорд | Предтакмичење | Предтакмичење | Квалификаије         | Квалификаије | Полуфинале           | Полуфинале           | Финале               | Финале       | Детаљи |
| Атлетичар         | Дисциплина       | Лични рекорд | Резултат      | Место         | Резултат             | Место        | Резултат             | Место                | Резултат             | Место        | Детаљи |
| ----------------- | ---------------- | ------------ | ------------- | ------------- | -------------------- | ------------ | -------------------- | -------------------- | -------------------- | ------------ | ------ |
| Денис Димитров    | 100 м            | 10,16        | слободан      | слободан      | 10,29                | 6. у гр. 4   | Није се квалификовао | Није се квалификовао | Није се квалификовао | 30 / 75      |        |
| Митко Ценов       | 3.000 м препреке | 8:27,09      |               |               | 8:32,49              | 9. у гр. 3   |                      |                      | Није се квалификовао | 24 / 35 (41) |        |
| Златозар Атанасов | троскок          | 17,09        | 16,21         | 9. у гр. А    | Није се квалификовао | 19 / 20 (22) |                      |                      |                      |              |        |
| Георги Иванов     | бацање кугле     | 21,09 НР     | 20,40         | 3. у гр. А    | 20,9                 | 8 / 27 (29)  |                      |                      |                      |              |        |

### Жене
| Атлетичарка           | Дисциплина       | Лични рекорд        | Квалификаије  | Квалификаије  | Полуфинале            | Полуфинале   | Финале                | Финале       | Детаљи |
| Атлетичарка           | Дисциплина       | Лични рекорд        | Резултат      | Место         | Резултат              | Место        | Резултат              | Место        | Детаљи |
| --------------------- | ---------------- | ------------------- | ------------- | ------------- | --------------------- | ------------ | --------------------- | ------------ | ------ |
| Ивет Лалова           | 100 м            | 10,77 (+0,7 м/с) НР | 11,18         | 2. у гр. 3 КВ | 11,10                 | 4. у гр. 3   | Није се квалификовала | 9 / 45 (46)  |        |
| Ивет Лалова           | 200 м            | 22,51               | 22,92         | 4. гр. 7 кв   | 22,81                 | 4. гр 1      | Није се квалификовала | =9 / 48 (50) |        |
| Вања Стамболова       | 400 м препоне    | 53,68 НР            | 55,91         | 3. у гр. 1 КВ | 56,58                 | 8. гр 2      | Није се квалификовала | 15 / 29 (32) |        |
| Силвија Данекова      | 3.000 м препреке | 9:42,72             | 9:35,66 КВ НР | 6. у гр. 3    |                       |              | 9:58,57               | 14 / 27 (29) |        |
| Мирела Денирева       | скок увис        | 1,95                | 1,83          | 14. у гр. Б   | Није се квалификовала | 26 / 27      |                       |              |        |
| Радослава Мавродијева | Бацање кугле     | 18,67               | 17,34         | 9. у гр Б     | Није се квалификовала | 19 / 29 (30) |                       |              |        |